# Tadeusz Kotarbiński
Tadeusz Marian Kotarbiński (31 de marzo de 1886 Varsovia, Polonia– id. 3 de octubre de 1981), filósofo (lógico, praxeólogo) y matemático polaco, fue uno de los principales representantes de la Escuela de Leópolis-Varsovia y luego miembro de la Academia Polaca de Aprendizaje (PAU) y la Academia Polaca de Ciencias (PAN), es el creador de la corriente filosófica denominada reísmo.
Tras concluir sus estudios medios en el liceo de Jan Zomoyski en Varsovia, Kotarbinski al integrar la Escuela de Léopolis-Varsovia fue alumno de Kazimierz Twardowski y de tal modo, indirectamente heredero del racionalismo preconizado por Franz Brentano, otros de sus docentes más destacados fueron Roman Ingarden y Kazimierz Adjukiewicz, teniendo entre sus condiscípulos a Jan Łukasiewicz y Alfred Tarski.
Usualmente se distinguen tres etapas en la obra kotarbinskiana:

## La primera se caracteriza por lalógicay laontológica.
Se debe tener en cuenta para entender la obra de Kotarbinski el fuerte influjo de Ludwig Wittgenstein y del Círculo de Viena en general.

A fines de la década de 1920 se destaca por sus estudios lógicos relacionados con la ontología, es entonces que en 1929 da a conocer su Elementy teorii poznania logiki formalnej i metodologii nauk ("Elementos de la teoría del conocimiento , la lógica formal y la metodología de las ciencias"), tal libro se trata de una especie de manual de lógica en donde expone su teoría del reismo (en polaco:reizm – cosismo–), en éste retoma la ontología y lógica expuestos en los "Elementy" por Stanisław Leśniewski, el reismo es básicamente una teoría ontológica que reúne elementos de materialismo, empirismo lógico y de un nominalismo radical; en el reísmo Kotarbinski ataca especialmente a los onomatoides, es decir a las denominaciones falsas, aparentes que crean la ilusión de poseer un objeto o un significado real, concreto soportado en los entes reales, para esto es un requisito de primer orden el poner atención en lo denotado. Un nombre (o, mejor, palabra) real es el que hace referencia o denomina a una cosa ya que todo ente es también una cosa, por esto – opina Kotarbiski– hablar de "eventos" o de "hechos" es apofánticamente erróneo, el lenguaje usual lleno de sentidos figurados y metáforas induce a errores, por esto el reísmo intenta definir un lenguaje exacto para una lógica cierta, más allá de las arbitrariedades del lenguaje común.

## La segunda etapa de Kotarbinski se caracteriza por su énfasis en lapraxeología.
Existe un cierto pragmatismo en Kotarbinski si se entiende que le han interesado especialmente las cuestiones prácticas, ya que en su obra la teoría es correlativa a la praxis o práctica, esto es lo que para él la praxeología implica: una teoría de la acción. Ya en 1913 escribió apuntes, esbozos, al respecto, aunque fue durante la Segunda Guerra Mundial enseñando en una Universidad clandestina que se dedicó especialmente a la temática de la acción y el acto. Concretamente Kotarbinski buscaba elaborar una suerte de "gramática de la acción", un lenguaje que permita hablar de un modo pertinente, en este intento ha pensado en la coacción positiva (co-acción, colaboración) y la coacción negativa (lo impuesto, la pugna); en 1955 editó un compendio de praxeología, el Traktat o dobrej robocie (Tratado del trabajo bien hecho).

## La tercera etapa, la dedicada a laética
El tercer período de Kotarbinski es totalmente coherente con los precedentes: la busca del lenguaje adecuado le hizo reflexionar sobre la adecuada relación del lenguaje y la acción y el pensar en la adecuada acción le lleva a reflexionar respecto a la ética; Kotarbinski tiene como centro al "personaje confiable", independientemente de toda religión, ideario, e incluso idependientemente de todo sistema filosófico. En este caso, para estudiar el origen de la ética lo que importa es el modo en que se forman los ideales, los "conceptos éticos" y esto ocurre "obviamente" dentro de las comunidades, Kotarbinski opina que no existen "universales" para la ética, no se trata entonces de buscar conceptos universales de la ética, sin embargo pese al aparente relativismo, Kotarbinski asevera, ya ingresando en la antropología filosófica, que debido a la similitud de las necesidades, todos los integrantes de nuestra especie tienden a coincidir y co-accionar en los mismos planteos éticos. 

## Obras
- Elementy teorii poznania, logiki formalnej i metodologii nauk/ Elementos de la teoría del conocimiento, la lógica formal y la metodología de las ciencias, Ossolineum- Leópolis (1929)
- Traktat o dobrej robocie / Tratado del trabajo bien hecho (1955)
- Sprawność i błąd (1956)
- Medytacje o życiu godziwym (1966)
- Lecciones sobre la historia de la lógica/Leçons sur l'histoire de la logique. París: Presses Universitaires de France 1964. Edición polaca original en 1957.
- Praxeología. Una introducción a las ciencias de la acción eficiente/Praxiology. An introduction to the sciences of efficient action. Nueva York: Pergamon Press 1965. Originalmente publicada en Polonia en 1955.
- Gnoseología. La aproximación científica a la teoría del conocimiento./ Gnoseology. The scientific approach to the theory of knowledge. Oxford: Pergamon Press 1966. Edición original en polaco 1929; segunda edición revisada en 1961.